# Nokia Lumia 822

Логотип Nokia Lumia

Nokia Lumia 822 - это смартфон под управлением Windows Phone 8, анонсированный 29 октября 2012 года. Он доступен исключительно для клиентов Verizon. Устройство является вариантом Nokia Lumia 820. Lumia 822 поддерживает индукционную зарядку по стандарту Qi и связь LTE. 

## История

### Релиз
Во время анонса Windows Phone 8 29 октября 2012 года Стив Балмер объявил о выпуске Lumia 822 наряду с другими смартфонами на базе Windows Phone 8, такими как HTC 8X и Nokia Lumia 920. Считается, что это операторский вариант Nokia Lumia 820, с некоторыми специфическими операторскими возможностями, такими как поддержка сетей LTE. Nokia Lumia 822 был выпущен в продажу 15 ноября 2012 года.
18 февраля 2014 года Nokia Lumia 822 получила обновление прошивки "Black" (номер ревизии 3051.40000.1352.0042), а также обновление прошивки "DENIM", представляющее Windows 8.1.

## Аппаратное обеспечение
В отличие от Lumia 920 и 820, Lumia 822 имеет другой дизайн и форму корпуса. Он поставляется в четырех различных цветах: Черный, Белый, Серый и Красный (который появился в продаже 24 января в честь Дня святого Валентина).

### Процессоры, накопители и память
Lumia 822 оснащен двухъядерным процессором Qualcomm Snapdragon S4 с тактовой частотой 1,5 ГГц и 1 ГБ встроенной оперативной памяти.
Объем встроенной памяти составляет 16 ГБ, который также можно расширить с помощью MicroSD до 64 ГБ.

### Экран
Lumia 822 оснащен 4,3-дюймовым дисплеем с покрытием Gorilla Glass 2 и разрешением WVGA (800×480). Экран использует технологию AMOLED с технологией дисплея ClearBlack от Nokia. Она добавляет в дисплей поляризационный фильтр для устранения отражения света от экрана, что делает черные цвета более темными и глубокими, улучшая контрастность.

### Камера
Как и в Lumia 820, камера на задней панели оснащена 8-мегапиксельным сенсором с объективом Carl Zeiss Tessar f/2.2. Задняя камера также способна снимать видео в формате 1080p Full HD со скоростью 30 кадров в секунду. Фронтальная камера имеет разрешение 1,2 мегапикселя и позволяет снимать видео в формате 720p.

### Связь
Lumia 822 поддерживает все диапазоны CDMA и LTE компании Verizon. Он также поддерживает различные диапазоны GSM для целей мирового роуминга. Он поддерживает NFC, что позволяет передавать небольшие файлы между телефонами. Другие возможности подключения включают Wi-Fi 802.11a/b/g/n, Bluetooth 4.0 и Micro USB.

### Индуктивная зарядка
Как и его родственные телефоны Lumia 820 и 920, 822 поддерживает индуктивную зарядку по технологии Qi. Это позволяет положить телефон на зарядную подушку или пластину и зарядить его. 

## Прием
Джессика Долкорт из CNET написала: "Nokia Lumia 822 предлагает очень хорошее соотношение цены и качества для Verizon, но если вы любите стильный дизайн и безупречное качество звонков, этот телефон не для вас".
Дэвид Эйтельбах из Laptopmag написал: "Lumia 822 производит хорошее первое впечатление, но, к сожалению, хорошее настроение длится не так долго, как хотелось бы".